# Neoscaptia flavicaput
Neoscaptia flavicaput är en fjärilsart som beskrevs av Rothschild 1912. Neoscaptia flavicaput ingår i släktet Neoscaptia och familjen björnspinnare. Inga underarter finns listade i Catalogue of Life.